# Żar-ptak (film)
Żar-ptak / Ognisty ptak (ros. Жар-птица, Żar-ptica) – radziecki krótkometrażowy film animowany z 1984 roku w reżyserii Władimira Samsonowa powstały na podstawie bajki ludowej o Żar-ptaku. W filmie wykorzystano muzykę Igora Strawinskiego pt. "Ognisty ptak". Animacja została wykonana techniką malowania na szkle. Tekst czyta Jurij Puzyriow. Bajka o złu i niewiadomej sile, którą udało się pokonać z pomocą wspaniałego pióra Żar-ptaka.

## Animatorzy
Swietłana Siczkar', Anatolij Cybin, Aleksandr Lewczik, Michaił Pierszin, Kiriłł Malantowicz, Olga Chorowa, A.Raspopow, A. Griszanowa